# Henryk Józef Nowacki
Henryk Józef Nowacki (ur. 11 sierpnia 1946 w Gunzenhausen w Bawarii) – polski duchowny katolicki, arcybiskup tytularny Blery, szef misji dyplomatycznych Stolicy Apostolskiej (nuncjusz apostolski).

## Życiorys
Urodził się w bawarskim Gunzenhausen. Wyświęcony na kapłana został 31 maja 1970 w Tarnowie przez Jerzego Ablewicza. Pracował jako wikariusz w Ropczycach i Tarnowie. W 1974 rozpoczął studia teologiczne na KUL-u. Od 1977 studiował prawo kanoniczne i prawo międzynarodowe na Papieskim Uniwersytecie Świętego Tomasza z Akwinu i w Papieskim Instytucie Studiów Wschodnich w Rzymie, gdzie się doktoryzował.
W 1980 rozpoczął przygotowanie do służby dyplomatycznej na Papieskiej Akademii Kościelnej. W 1983 mianowany sekretarzem Nuncjatury Apostolskiej w Paragwaju. W latach 1987–1989 był sekretarzem Delegatury Apostolskiej w Angoli. W latach 1989–2001 kierownik Sekcji Polskiej Sekretariatu Stanu.
8 lutego 2001 został mianowany nuncjuszem apostolskim na Słowacji oraz arcybiskupem tytularnym Blery. Sakry biskupiej 19 marca 2001 udzielił mu papież Jan Paweł II.
28 listopada 2007 roku został mianowany nuncjuszem w Nikaragui, a 28 czerwca 2012 nuncjuszem w Szwecji i Islandii. 6 października 2012 został równocześnie akredytowany nuncjuszem apostolskim w Danii, Finlandii i Norwegii.
Od 2003 jest honorowym obywatelem miasta Bochni. Znany jest tam z uwiecznionych sukcesem starań o podniesienie miejscowego kościoła do godności bazyliki mniejszej oraz z przekazywania do miejscowego muzeum pamiątek związanych z Janem Pawłem II.

## Współpraca na szkodę Kościoła Katolickiego zeSłużbą Bezpieczeństwa
Ksiądz Tadeusz Isakowicz-Zaleski zawarł w swojej książce informację nt. Tajnego Współpracownika „Henryk”, który w 1977 podpisał zobowiązanie do współpracy ze służbami specjalnymi, jednakże bez podania jego personaliów – te chciał bowiem ujawnić jedynie Stolicy Apostolskiej. Ks. Isakowicz-Zaleski podał jedynie, że jest to osoba będąca „jednym z duchownych pełniących dziś odpowiedzialną funkcję w Kościele powszechnym”. 28 lutego 2007 Katolicka Agencja Informacyjna podała, że agent ten jest „obecnie urzędującym dyplomatą Watykanu”. 1 marca 2007 tygodnik Wprost, podał informację, jakoby zidentyfikował TW Henryka jako właśnie abpa Henryka Józefa Nowackiego. Po tych informacjach abp Józef Życiński w wypowiedzi dla KAI nie pozostawił wątpliwości, że chodzi o właśnie tego biskupa. W takiej sytuacji ks. Isakowicz-Zaleski zdecydował się 8 marca 2007 na potwierdzenie tych spekulacji.
Wedle ks. Isakowicza-Zaleskiego, Henryk Nowacki podpisał w 1977 zobowiązanie do współpracy i przyjął pseudonim „Henryk”. Spotkał się z funkcjonariuszami Służby Bezpieczeństwa co najmniej trzy razy, a podczas tych spotkań informował o kadrze wyższego seminarium duchownego w Tarnowie i o duchownych z diecezji tarnowskiej. W późniejszym okresie pseudonim ks. Nowackiego zmieniono na „Jarek”. Współpracownika wyrejestrowano w 1988.

## Odznaczenia
- Order Podwójnego Białego Krzyża II klasy – 2007, Słowacja[2]